# USTA LA Tennis Open
Lo USTA LA Tennis Open, noto anche come  Carson Challenger  e  USTA Player Development Classic, è stato un torneo professionistico di tennis giocato sul cemento, che faceva parte dell'ATP Challenger Tour maschile e dell'ITF Women's Circuit femminile. Si giocava annualmente negli Stati Uniti al The Home Depot Center di Carson, sobborgo di Los Angeles. Nella prima edizione del 2005 furono disputati solo i tornei maschili, nel 2006 l'evento non ebbe luogo e l'anno dopo si giocarono i tornei maschili e per la prima volta quelli femminili. Gli ultimi tornei maschili si tennero nel 2010, mentre quelli femminili continuarono nel 2011 e ripresero dopo due anni di interruzione nell'ultima edizione del 2014, evento che si tenne in sostituzione dello Yakima Regional Hospital Challenger di Yakima, il cui impianto quell'anno era stato devastato da un incendio.

## Albo d'oro

### Singolare maschile
| Anno     | Campione           | Finalista        | Punteggio     |
| -------- | ------------------ | ---------------- | ------------- |
| 2010     | Donald Young       | Robert Kendrick  | 6–4, 6–4      |
| 2009 (2) | Michael Russell    | Michael Yani     | 6–1, 6–1      |
| 2009 (1) | Wayne Odesnik      | Scoville Jenkins | 6–4, 6–4      |
| 2008     | Amer Delić         | Alex Bogomolov   | 7–6(5), 6–4   |
| 2007     | Alex Bogomolov Jr. | Kei Nishikori    | 6–4, 6–3      |
| 2006     | Non disputato      | Non disputato    | Non disputato |
| 2005     | Justin Gimelstob   | Amer Delić       | 7–6(5), 6–2   |

### Doppio maschile
| Anno     | Campioni                             | Finalisti                              | Punteggio           |
| -------- | ------------------------------------ | -------------------------------------- | ------------------- |
| 2010     | Brian Battistone Nicholas Monroe     | Artem Sitak Leonardo Tavares           | 5–7, 6–3, [10–4]    |
| 2009 (2) | Harsh Mankad Frederik Nielsen        | Carsten Ball Travis Rettenmaier        | 6–4, 6–4            |
| 2009 (1) | Scott Lipsky David Martin            | Lester Cook Donald Young               | 7–6(3), 4–6, [10–6] |
| 2008     | Carsten Ball Travis Rettenmaier      | Ryler DeHeart Daniel King-Turner       | 6–4, 6–2            |
| 2007     | Rajeev Ram Bobby Reynolds            | Víctor Estrella Burgos Alberto Francis | 7–6(8), 6–2         |
| 2006     | Non disputato                        | Non disputato                          | Non disputato       |
| 2005     | Goran Dragicevic Jan-Michael Gambill | Cody Conley Ryan Newport               | 6–4, 6–3            |

### Singolare femminile
| 2014      | Nicole Gibbs       | Melanie Oudin       | 6–4, 6–4      |               |               |
| 2012-2013 | Non disputato      | Non disputato       | Non disputato | Non disputato | Non disputato |
| 2011      | Camila Giorgi      | Alexa Glatch        | 7–6(4), 6–1   |               |               |
| 2010      | Coco Vandeweghe    | Kristie Ahn         | 6–1, 6–3      |               |               |
| 2009      | Valérie Tétreault  | Alexandra Stevenson | 4–6, 6–2, 6–4 |               |               |
| 2008      | Mashona Washington | Alexa Glatch        | 7–5, 6–4      |               |               |
| 2007      | Jessica Kirkland   | Lauren Albanese     | 7–6(2), 6–2   |               |               |

### Doppio femminile
| 2014      | Michaëlla Krajicek Olivia Rogowska     | Samantha Crawford Sachia Vickery | 7–6(4), 6–1          |               |               |
| 2012-2013 | Non disputato                          | Non disputato                    | Non disputato        | Non disputato | Non disputato |
| 2011      | Alexandra Mueller Asia Muhammad        | Christina Fusano Yasmin Schnack  | 6–2, 6–3             |               |               |
| 2011      | Lindsay Lee-Waters Megan Moulton-Levy  | Christina Fusano Courtney Nagle  | 6–1, 6–2             |               |               |
| 2011      | Laura Granville Riza Zalameda          | Monique Adamczak Nicole Kriz     | 6–3, 6–4             |               |               |
| 2008      | Romana Tedjakusuma Story Tweedie-Yates | Kimberly Couts Anna Tatishvili   | 7–6(10), 4–6, [10–7] |               |               |
| 2007      | Kim Grant Sunitha Rao                  | Angela Haynes Lindsay Lee-Waters | 6–4, 6–4             |               |               |